# Barwniak Thomasa
Barwniak Thomasa (Anomalochromis thomasi) – słodkowodny gatunek ryby z rodziny pielęgnicowatych. Jedyny przedstawiciel rodzaju Anomalochromis. Bywa hodowany w akwariach.

## Występowanie
Afryka Zachodnia (Gwinea, Sierra Leone i Liberia).

## Charakterystyka
Spokojna, choć terytorialna, może przebywać w akwarium wielogatunkowym. Zalecane przygotowanie kryjówek z kamieni i korzeni.

## Warunki w akwarium
| Zalecane warunki w akwarium | Zalecane warunki w akwarium        |
| --------------------------- | ---------------------------------- |
| Zbiornik                    | średni lub duży, minimum 80 cm     |
| Temperatura wody            | 22 – 28 °C                         |
| Twardość wody               | miękka do średnio twardej 2 – 15°n |
| Skala pH                    | 6,0 – 7,5                          |
| Pokarm                      | żywy, mrożony i suchy              |